# Pitcairnia tillii
Pitcairnia tillii är en gräsväxtart som beskrevs av José Manuel Manzanares. Pitcairnia tillii ingår i släktet Pitcairnia och familjen Bromeliaceae.
Artens utbredningsområde är Ecuador. Inga underarter finns listade i Catalogue of Life.